# Ruta G-16
La ruta G-16 (antes llamada ruta CH-194) es una carretera chilena que une la ciudad de Santiago, capital del país, con la localidad de Rungue, ubicada en la comuna de Til Til, en el kilómetro 54 de la Ruta 5 Norte. Su kilómetro 0 se encuentra en Rungue y recorre 55 kilómetros hasta la Autopista Vespucio Norte, en el Gran Santiago, donde finaliza. Pasa por las ciudades de Til Til y Lampa, y por las localidades de Polpaico y Chicauma.
En su tramo final, se denomina Camino Lo Echevers, y bordea el estero Lampa y el Aeropuerto Internacional de Santiago. Por esta ruta, circulan los servicios de pasajeros entre la capital y Lampa, específicamente buses a los sectores de Valle Grande y Larapinta. Además, en un pequeño tramo (llegando a la avenida Américo Vespucio) circula la línea 429 de Transantiago (Lo Echevers-Lo Hermida), que tiene su terminal a metros de esta vía.

## Galería

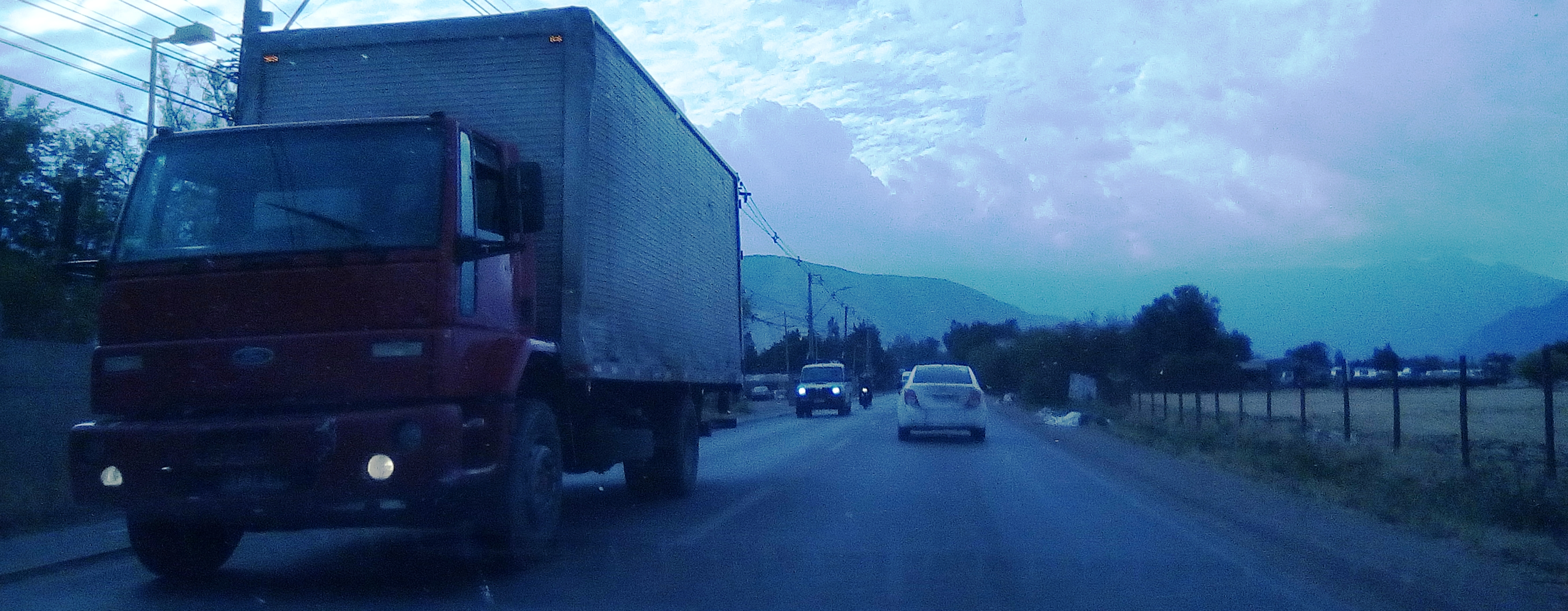
En la ciudad de Lampa.
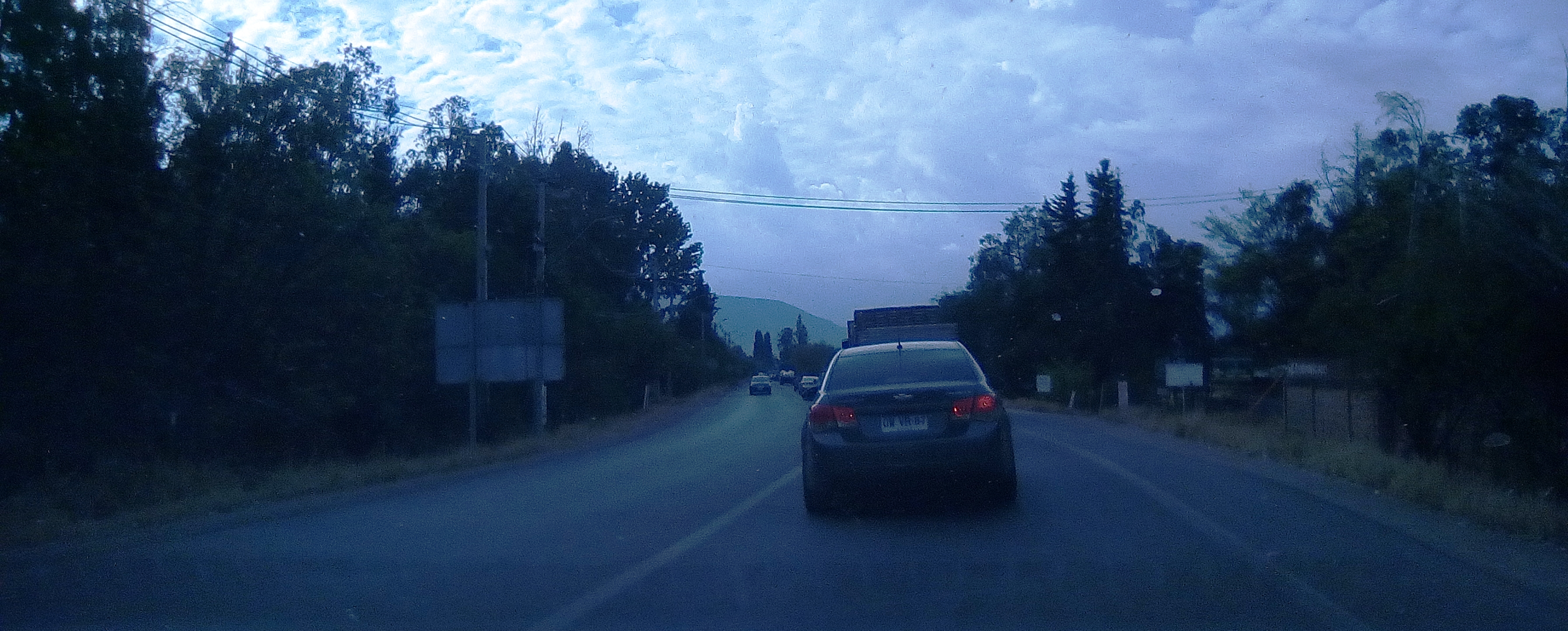
Al oeste de la ruta G-18.
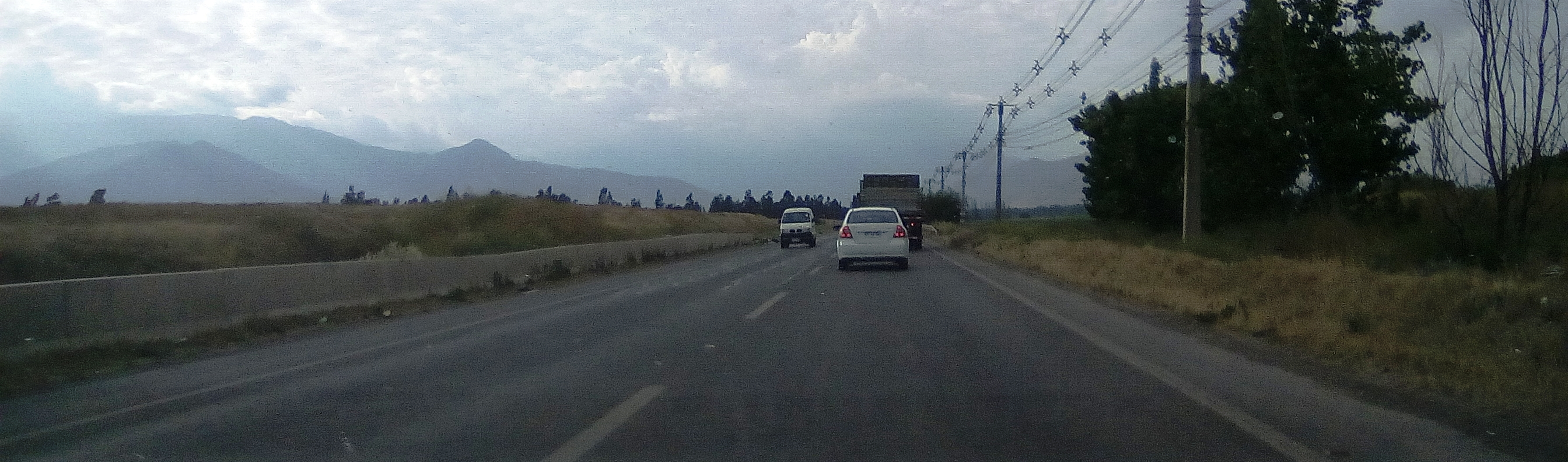
Cerca del kilómetro 48.
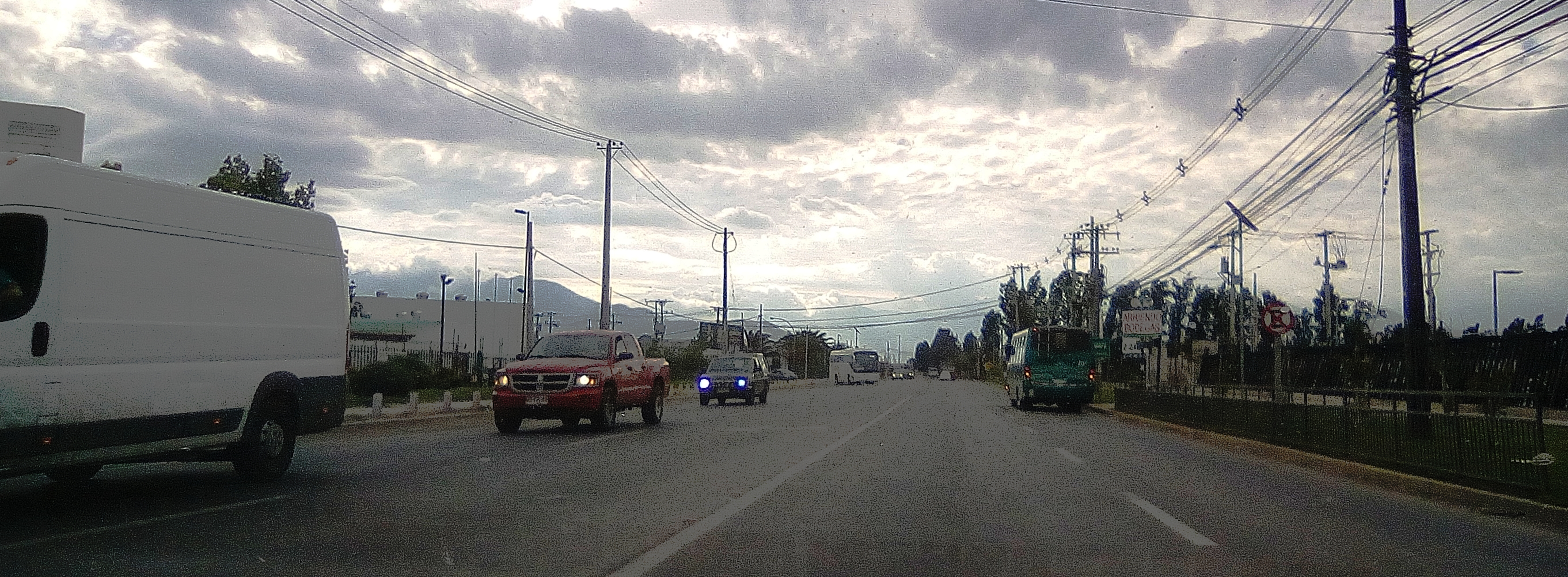
En el barrio Lo Boza.

- Datos: Q6113910